# کنت مونکو
 کنِت جان «کِن» مونکو  (به هلندی: Kenneth John "Ken" Monkou) (زاده ۲۹ نوامبر ۱۹۶۴) بازیکن فوتبال سابق هلندی است.
وی در کشور سورینام زاده شده‌است اما در کشور هلند زندگی کرده و تابعیت این کشور را دارد.
مونکو در تیم‌های فاینورد و چلسی سابقه عضویت دارد.